# Loli Sánchez
María Dolores Sánchez Gil, detta Loli (Madrid, 1º luglio 1964), è un'ex cestista spagnola.

## Carriera
Con la Spagna ha disputato tre edizioni dei Campionati europei (1983, 1985, 1987).